# Чорешть (комуна)
Чорешть, Чорешті (рум. Ciorăști) — комуна у повіті Вранча в Румунії. До складу комуни входять такі села (дані про населення за 2002 рік):
- Кодрешть (320 осіб)
- Міхелчень (934 особи)
- Салча-Веке (351 особа)
- Салча-Ноуе (563 особи)
- Сату-Ноу (258 осіб)
- Спетеряса (294 особи)
- Чорешть (1151 особа) — адміністративний центр комуни

Комуна розташована на відстані 145 км на північний схід від Бухареста, 31 км на південь від Фокшан, 56 км на захід від Галаца, 134 км на схід від Брашова.

## Населення
За даними перепису населення 2002 року у комуні проживала 3871 особа.
Національний склад населення комуни:
| Національність | Кількість осіб | Відсоток |
| -------------- | -------------- | -------- |
| румуни         | 3720           | 96,1%    |
| цигани         | 151            | 3,9%     |

Рідною мовою назвали:
| Мова      | Кількість осіб | Відсоток |
| --------- | -------------- | -------- |
| румунська | 3732           | 96,4%    |
| циганська | 139            | 3,6%     |

Склад населення комуни за віросповіданням:
| Релігія       | Кількість осіб | Відсоток |
| ------------- | -------------- | -------- |
| православні   | 3832           | 99,0%    |
| адвентисти    | 37             | 1,0%     |
| римо-католики | 1              | < 0,1%   |
| реформати     | 1              | < 0,1%   |